# LUV (曲)
「LUV」（ラブ）は、韓国の女性アイドルグループ・Apinkの日本での3枚目のシングル。2015年5月20日にユニバーサルミュージックジャパン
から発売された。

## 収録曲

### 初回生産限定盤A
CD
1. LUV -Japanese Ver.- [4:00]
作詞：KABUTA、作曲：Shinsadong Tiger・Beom&Nang、編曲：Shinsadong Tiger
2. Good Morning Baby -Japanese Ver.- [3:47]
作詞：Yuto Yamagishi、作曲・編曲：Duble Sidekick・Tenzo&Tasco
3. LUV (Instrumental) [4:00]
4. Good Morning Baby (Instrumental) [3:45]

DVD　収録内容
1. LUV (Music Video)

- トレーディングカード Type A（全7種中1種 ランダム封入）
- 『LUVレター 手渡し会参加券』または『Apink Specialプレゼント応募券』の内いずれか
- 特典：Apink Specialポーチ

### 初回生産限定盤B
CD
1. LUV -Japanese Ver.-
2. Good Morning Baby -Japanese Ver.-
3. LUV (Instrumental)
4. Good Morning Baby (Instrumental)

DVD　収録内容
1. LUV (Music Video) [Dance feature ver.]
2. Making of 「LUV Music Video」

- トレーディングカード Type A（全7種中1種 ランダム封入）
- 『LUVレター 手渡し会参加券』または『Apink Specialプレゼント応募券』の内いずれか

### 通常盤
1. LUV -Japanese Ver.-
2. Good Morning Baby -Japanese Ver.-
3. LUV (Instrumental)
4. Good Morning Baby (Instrumental)